# Greenwood (Arkansas)
Greenwood ist ein Ort des Sebastian County im Westen des US-amerikanischen Bundesstaates Arkansas. 

## Geographie
Greenwood liegt auf 35°12'56" nördlicher Breite und 94°15'12" westlicher Länge. Der Bundesstaat Oklahoma beginnt in einer Entfernung von fünf Kilometern in westlicher Richtung. Das Zentrum von Fort Smith ist 20 Kilometer in nordwestlicher Richtung entfernt. Direkt im Norden des Ortes befindet sich Fort Chaffee, eine Militärbasis der US-Army. Am westlichen Rand des Ortes verläuft der U.S. Highway 71.

## Geschichte
Greenwood wurde 1851 gegründet und nach dem Richter Alfred Burton Greenwood benannt, als der Ort für einen Verwaltungssitz ausgewählt wurde. Zunächst wurde ein Gerichtsgebäude in Blockhausbauweise errichtet, das im Jahre 1865 durch ein Gebäude in Holzrahmenbau ersetzt wurde und der Mittelpunkt des Ortes wurde. Später wurde es durch ein  Feuer vernichtet und im Jahre 1916 südlich des ursprünglichen Standortes neu aufgebaut. Das Wachstum von Greenwood war zunächst vergleichsweise langsam, aber durch den Ausbruch des Bürgerkriegs erhielt der Ort eine gewisse Bedeutung als Warenumschlagsplatz. Danach hat Greenwood viele wirtschaftliche Veränderungen und Rückschläge überstanden. Die wohl größte Bewährungsprobe kam, als ein verheerender Tornado im April 1968 durch die Gemeinde fegte, der 13 Menschen das Leben kostete und viele Geschäfte und Wohnungen zerstörte. Mit Entschlossenheit wurde der Ort jedoch wieder aufgebaut und ist heute auch wegen der Nähe zu Fort Smith weiter im Wachsen begriffen. 
Eine fast zwei Meter hohe Bronzestatue (Miner 's Memorial) eines Bergmannes, ein authentisches Kohle-Fahrzeug und zwei Mauern aus Granit mit den Namen von Tausenden von Bergleuten des Sebastian County wurden im Oktober 2000 zu Ehren der vielen Bergarbeiter aus der Region enthüllt.

## Demografische Daten
Im Jahre 2009 wurde eine Einwohnerzahl von 8756 Personen mit einem Durchschnittsalter von 30,8 Jahren ermittelt. Die Einwohnerzahl entspricht einer Steigerung um 23,1 Prozent gegenüber dem Jahr 2000. Bei der Volkszählung im Jahr 2010 wurden 8952 Einwohner gezählt.